# UFC Fight Night: Shields vs. Ellenberger
UFC Fight Night: Shields vs. Ellenberger (também conhecido como UFC Fight Night 25) foi um evento de artes marciais mistas organizado pelo Ultimate Fighting Championship no dia 17 de setembro de 2011 Ernest N. Morial Convention Center em New Orleans, Louisiana

## Bônus da noite
- Luta da Noite:  Matt Riddle vs.  Lance Benoist
- Nocaute da Noite:  Jake Ellenberger
- Finalização da Noite:  TJ Waldburger

Cada um dos lutadores ganhou 55.000 Dólares cada.